# Pastel de papa

Pastel de papa recién salido del horno.

El pastel de papa es un plato que consiste en una capa de puré de papas sobre una capa de carne picada cocinada, con o sin base de puré debajo. Se consume principalmente en países del Cono Sur, donde es muy popular. Se prepara casi siempre con carne vacuna molida y mezclada con cebolla y otros aderezos variables (pimiento, tomate, cebolla de verdeo, etc.). Generalmente se gratina con queso rallado, con lo que toma un intenso color dorado.
Elaborado a partir de la papa sudamericana, es similar a platos de los cuales se encuentran registros escritos que se remontan al siglo XVIII, como el cottage pie de origen británico y el hachis parmentier de origen francés.

## Origen
En Argentina, una de las recetas más antiguas de este plato se encuentra en la octava edición de El Arte Culinario de Francisco Figueredo, publicada en 1914.

## Preparación
La receta del pastel de papa no es considerada de alta dificultad, pero sí requiere de cierto tiempo de preparación y cocción (puede llegar a tomar más de una hora y media).
Básicamente deben llevarse a cabo dos preparaciones: un puré de papas dulce (o papa duquesa) por un lado y carne picada con cebolla por otro. A la carne picada además de cebolla brunoise se le puede añadir morrón, tomate, cebolla de verdeo, pasas de uva, aceitunas, huevos duros.
Una vez que está todo listo, se deposita en una placa profunda para horno, colocando primero una capa de puré dulce y por encima una capa de carne picada y después rellenar con otra capa de puré dulce; generalmente se gratina con queso rallado o canela y azúcar, con lo que toma un intenso color dorado.

## Variaciones por país

### Argentina
El pastel de papa es un plato ampliamente consumido en todo el territorio argentino. Si bien está usualmente asociado a épocas invernales, se prepara y consume durante todo el año, al igual que otros platos como el locro o el guiso de lentejas.
En Argentina se añaden ingredientes que no existen en otras versiones del plato. Entre ellos se destacan las pasas de uva, aceitunas, huevos duros, queso rallado y en algunos casos, canela espolvoreada sobre el puré de papas como también numerosas especias en la carne, dejando entrever la fuerte influencia italiana y española que se tiene en la gastronomía argentina.

### Chile
En Chile, el pastel de papa es un platillo de gusto popular y se basa en una cama de «pino» (preparación a base de carne de vacuno, cebolla y especias), acompañado de aceitunas, huevos duros y pasas de uva, que luego es tapado con papas cocidas y prensadas, para luego gratinarlo al horno. Sus ingredientes y su preparación puede variar según sea la región de Chile. Es frecuente que se agreguen trozos de pollo entre la cama de «pino» y la cobertura de papas.

### Costa Rica
En Costa Rica es un plato tradicional y bastante conocido, especialmente en la gastronomía de Cartago, una provincia ubicada al este del Valle Central. Usualmente consiste en una mezcla de puré de papa gratinado con abundante queso y relleno de carne molida de res o cerdo aliñada con diversos condimentos (cebolla, chile dulce, ajo, tomillo, orégano, salsa Lizano…) y tomate, también puede contener vino, aceite de oliva o guiso (Mostaza, aceitunas, huevo duro, pasas o alcaparras…).

### Perú

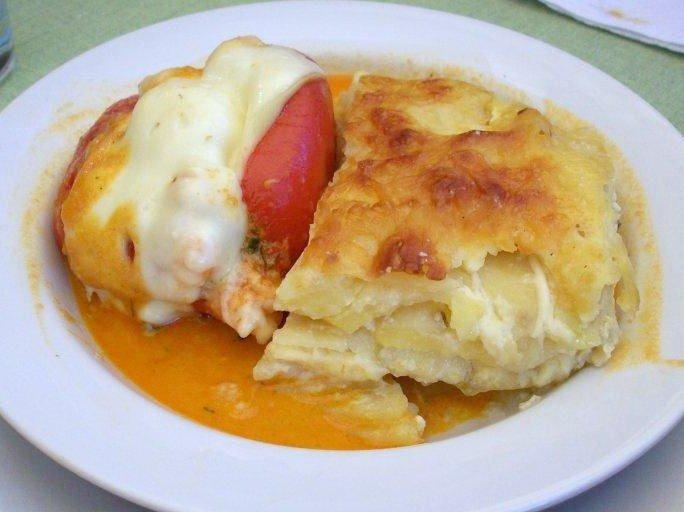
Pastel de papa como guarnición de un rocoto relleno arequipeño.

En Perú, el pastel de papa es un potaje de gran aceptación; la diferencia es que en ese país no lleva relleno. Está formado por capas de papas cortadas finas, a las que se les agrega un ligue de leche y huevos. Adicionalmente lleva abundante queso mantecoso. En Arequipa se ha popularizado como guarnición del rocoto relleno, aunque éste sea tradicionalmente acompañado con papas horneadas coronadas con queso.

### Uruguay
En Uruguay es denominado pastel de carne, siendo también un plato ampliamente consumido. Contiene papas, carne picada, cebollas, morrón y, opcionalmente, salsa blanca, huevos, aceitunas y queso rallado. Lo más habitual es que contenga las dos capas de puré.